# Unión Cívica (Uruguay)
Unión Cívica ist eine Partei in Uruguay.
Die christdemokratisch-konservativ ausgerichtete politische Gruppierung ist Nachfolgerin der Unión Radical Cristiana, die 1971 von Dissidenten der Partido Demócrata Cristiano gegründet wurde. Letztere hatte beschlossen, sich dem Parteienbündnis Frente Amplio anzuschließen.
Nach Wiederherstellung der parlamentarischen Demokratie in Uruguay stellte die Partei im Jahre 1985 mit Juan Vicente Chiarino den Verteidigungsminister.
Vorsitzender der Partei ist Aldo Lamorte.
Bei den Präsidentschaftswahlen 2004 konnte ihr Kandidat Aldo Lamorte 4.859 Stimmen auf sich vereinigen und rangierte damit mit einem Stimmenanteil von 0,22 % im Gesamtergebnis an sechster Stelle der angetretenen Parteien.
Für die Wahlen 2009 kündigte die Partei am 19. August 2008 die Bildung eines Wahlbündnis mit der Alianza Nacional, einem Flügel der Partido Nacional, an.